# Ely Guerra (álbum)
Ely Guerra es el primer disco de la cantautora Ely Guerra. Su primer álbum (editado en KCT) bajo el brazo de BMG Ariola.

## Canciones
Todas las canciones escritas y compuestas por Ely Guerra. 
| N.º   | Título                  | Autor(es)                      | Duración |  |
| 1.    | «Júrame»                | María Grever                   | 4:38     |  |
| 2.    | «Quiero Verte»          | Ely Guerra                     | 6:07     |  |
| 3.    | «Las Gafas De Lennon»   | Pedro Manuel Guerra            | 3:56     |  |
| 4.    | «Atrévete»              | Ely Guerra                     | 4:53     |  |
| 5.    | «A Mi Manera»           | Teo Cardalda, Carlos de France | 3:48     |  |
| 6.    | «Con La Mente Al Cielo» | Ely Guerra, Joan Romagosa      | 3:56     |  |
| 7.    | «Atada A Tu Piel»       | Ely Guerra                     | 4:52     |  |
| 8.    | «A Lo Mejor»            | Teo Cardalda, Juan Mari Montes | 3:52     |  |
| 9.    | «La Frontera Del Ayer»  | Auro Baqueiro, Xavier López    | 4:26     |  |
| 10.   | «Es Tu Amor»            | Ely Guerra                     | 4:30     |  |
| 11.   | «Para Hacerme Perdonar» | Teo Cardalda, Juan Mari Montes | 4:03     |  |
| 12.   | «La Negra Del Son»      | Ely Guerra                     | 1:56     |  |
| 51:01 |                         |                                |          |  |

- Datos: Q5830162